# クリスティアン・テツラフ
クリスチャン・テツラフ（Christian Tetzlaff, 1966年4月29日 - ）は、ドイツ、ハンブルク生まれのヴァイオリン奏者。

## 経歴
リューベック音楽院でウーヴェ・マルティン・ハイベルクに、シンシナティ音楽院でウォルター・レヴィンに学んだ。バッハ、ベートーヴェン、ブラームスといった古典／ロマン派のレパートリーと、ベルク、リゲティ、シェーンベルク、ショスタコーヴィチといった20世紀音楽の両方を得意とすることで知られる。
ベルリン音楽祭にはクリストフ・フォン・ドホナーニ指揮のクリーヴランド管弦楽団との共演でデビュー。ミュンヘンではセルジュ・チェリビダッケ指揮のミュンヘン・フィルハーモニー管弦楽団との共演でデビューした。以降、ミヒャエル・ギーレン、ダニエル・ハーディング等の指揮者や、南西ドイツ放送交響楽団、北ドイツ放送交響楽団、ベルリン・フィルハーモニー管弦楽団、ドイツ室内管弦楽団、アムステルダム・コンセルトヘボウ管弦楽団、パリ管弦楽団、フィルハーモニア管弦楽団、ボストン交響楽団などのオーケストラと共演してきた。ほぼ無名の時期に、ドホナーニ、チェリビダッケ、ギーレンといった厳格な指揮者がこぞってその才能を認め、ソリストに抜擢したことが、テツラフの経歴の特異な点の一つである。
室内楽の分野では、ピアニストのレイフ・オヴェ・アンスネスおよびラルス・フォークトと長期にわたってコンサート、録音の双方で共演を繰り返しているほか、最近では、妹でチェリストのターニャ・テツラフらと弦楽四重奏団を組んでいる。また、これまでにチェリストのボリス・ペルガメンシコフ、ジャン・ギアン・ケラス、ヨーヨー・マ、ハインリヒ・シフらとも共演している。
毎年、ラルス・フォークトが主宰している「シュパニュンゲン」ハイムバッハ室内楽音楽祭の主要メンバーとして出演している。
日本には、1990年、クリストフ・フォン・ドホナーニ指揮クリーヴランド管弦楽団の日本公演のソリストとして初来日したのを皮切りに、NHK交響楽団に定期的にも客演している他、ソロリサイタルも行っている。
現在はフランクフルト近郊に在住。

## 録音
これまでにヴァージン・クラシックス及びEMIから数多くの録音をリリースしている。バッハの無伴奏ソナタとパルティータ全曲録音、およびシベリウスのヴァイオリンとオーケストラのための作品集がそれぞれディアパゾン・ドールを、アンスネスとの共演によるバルトークのソナタ集がグラミー賞ノミネート、フォークトとの共演によるブラームスのソナタ集がECHO Klassikを受賞してきた。新しいものとしては、バッハの無伴奏ソナタとパルティータ全曲の再録音が2007年春にリリースされている。ベートーヴェンのヴァイオリン協奏曲に関しては、ギーレンの指揮による「原典版」の録音と、デイヴィッド・ジンマンの指揮による通常の版の録音と、2回行っている。

## 楽器
当初はストラディヴァリウスを使用していたが、現在はドイツの若手弦楽器製作者、シュテファン＝ペーター・グライナーの1999年製のヴァイオリンを使用している。